# سیانوباکتر
سیانوباکتری‌ها (به انگلیسی: Cyanobacteria) که با نام سیانوفیت‌ها نیز شناخته می‌شوند شاخه‌ای از باکتری‌های گرم-منفی هستند. آن‌ها عموماً اتوتروف و دارای رنگدانه‌های فتوسنتزی مختلفی از جمله کاروتنوئیدها، فیکوبیلین و انواع مختلف کلروفیل هستند و با کمک این رنگدانه‌ها نور را جذب کرده و در نهایت، فتوسنتز می‌کنند. این باکتری‌ها برای تولید انرژی نیاز به نور و آب دارند. آن‌ها بی‌هوازی هستند یعنی نیازی به مصرف اکسیژن ندارند و اغلب، متحرک هستند. با وجود این‌که سیانوباکتری‌ها، جلبک نیستند، گاهی به‌صورت تحت‌اللفظی، به آن‌ها جلبک سبز-آبی نیز گفته می‌شود.
این باکتری‌ها برخلاف دیگر پروکاریوت‌ها دارای دستگاه غشایی درونی هستند. این شبکه از غشاها تشکیل‌دهندهٔ ریزکیسه‌ها یا تیلاکوییدها، به‌عنوان محل انجام فتوسنتز هستند. گیاهان سبز، برخلاف سیانوباکتری‌ها، فتوسنتز خود را در پلاست‌ها (دیسه‌ها) مانند کلروپلاست، لوکوپلاست یا اتیوپلاست‌ها انجام می‌دهند. اعتقاد بر این است که منشأ تکاملی پلاست‌ها، سیانوباکتری‌هایی بوده‌اند که طی فرایند درون‌هم‌زیستی، وارد سلول‌های گیاهان شده‌اند و برای گیاه فتوسنتز می‌کنند.

## پیدایش
در زمان پیدایش این باکتری‌ها اکسیژن در جو زمین وجود نداشت. سیانوباکتری‌ها قدیمی‌ترین پروکاریوت‌های فتوسنتزکننده روی زمین و عامل اصلی وقوع رویداد بزرگ اکسیژنی بر روی کره زمین و تشکیل اتمسفر دارای اکسیژن کرهٔ زمین هستند.
این میکروارگانیسم‌ها به‌طور گسترده‌ای در خاک‌های منابع مرطوب، آب‌های شیرین و زیستگاه‌های دریایی توزیع شده‌اند و دارای تنوع مورفولوژیکی قابل ملاحظه‌ای می‌باشند. تاریخچه تکاملی طولانی این میکروارگانیسم‌ها به صورت قابل توجهی، گواهی بر موفقیت سیانوباکتری‌ها برای زنده ماندن در زیستگاه‌های متعدد و قدرت تحمل اکولوژیکی بالای آن‌ها می‌باشد. علاوه بر این، سیانوباکتری‌ها با قدرت تحمل وضعیت اکولوژیکی بالا با دما، نور، شوری، رطوبت، شرایط قلیایی توسعه یافته‌اند و دارای بسیاری از خصوصیات و سازگاری‌ها می‌باشند که توزیع گسترده و موفقیت آن‌ها در بقا را توضیح می‌دهد. اصطلاح «متابولیسم سیال یا لغزنده»، کوتاه‌ترین و در عین حال گویاترین توجیهی است که برای این گستردگی به کار می‌رود. نوعی انعطاف‌پذیری متابولیک که شاید منحصر به فرد باشد و تنها در مورد زیستگاه‌ها صدق نمی‌کند. هنوز مکانیسم خوگیری و سازگاری‌های خاص سیانوباکتری‌ها به شرایط محیطی و سیالیت‌هایی که به عنوان مثال در تغییر آرایش سیستم‌های فتوسنتزی و رنگیزه‌های این موجودات در مواجهه با تغییرات سریع شرایط محیطی به وقوع می‌پیوندد برای پژوهشگران روشن نیست.

## طبقه‌بندی
طبقه‌بندی سیانوباکتری‌ها بسیار پیچیده است. سیانوباکتری‌ها در گذشته تنها براساس ویژگی‌های ظاهری و بر طبق کدهای بین‌المللی نام‌گذاری گیاهی (ICBN) طبقه‌بندی می‌شدند. با وجود این واقعیت که ویژگی‌های ظاهری سیانوباکتری‌ها در مقایسه با بسیاری از پروکاریوت‌ها پیچیده است و ویژگی‌های ظاهری در پاسخ به شرایط زیست‌محیطی مختلف تغییر پذیرند، لزوماً نمی‌تواند یک طبقه‌بندی فیلوژنتیک معتبر باشد. از سوی دیگر سیانوباکتری‌ها هچنین براساس کدهای بین‌المللی نام‌گذاری پروکاریوتی (ICNP) نیز طبقه‌بندی شده‌اند. امروزه این طبقه‌بندی بر اساس روش‌های مولکولی و خصوصیات فنوتیپی، شموتیپی و ژنوتیپی یک کشت خالص از سیانوباکتری‌ها می‌باشد که به اصطلاح روش پلی‌فازیک نامیده می‌شود. ترکیب طبقه‌بندی بر اساس ویژگی‌های ظاهری گذشته و طبقه‌بندی بر اساس روش‌های جدید مولکولی به منظور دستیابی به کلیدهای شناسایی معتبر، یک چالش مهم برای زیست‌شناسان محسوب می‌شود، با این حال، تلاش برای متحد ساختن این دو سیستم طبقه‌بندی همچنان ادامه دارد. در حال حاضر سیستم نام‌گذاری باکتریایی سیانوباکتری‌ها به‌طور گسترده‌ای پذیرفته شده است.